# Бернардо дель Карпио
Берна́рдо дель Ка́рпио (исп. Bernardo del Carpio) — легендарный герой готской Испании, незаконный сын доньи Химены, сестры короля Альфонсо, и графа Сальданья.
Узнав правду о своём рождении, Карпио долго добивался встречи с отцом, содержавшимся в заключении; Альфонсо уступил, наконец, его просьбам, но отдал в его руки лишь труп, которому были выколоты глаза. Народные романсы воспевали подвиги Карпио и сообщали, что он в союзе с арабами победил франков при Ронсевале и задушил неуязвимого железом Роланда. 
Лопе де Вега посвятил Карпио две драмы — «Las Mocedades de Bernardo» и «El Casamiento en la muerte».
Согласно легенде, не умер, а спит в пещере в астурийских горах.